# Marty Paich
Marty Paich, alla nascita Martin Jouis Paich (Oakland, 23 gennaio 1925 – Santa Ynez, 12 agosto 1995) è stato un arrangiatore, compositore, direttore d'orchestra e produttore discografico statunitense.
Considerato tra i più noti arrangiatori del dopoguerra,
dagli anni '50 ha collaborato in ambito jazzistico, come musicista e produttore, con Peggy Lee, Ella Fitzgerald, Stan Kenton, Art Pepper, Buddy Rich, Ray Brown, Shorty Rogers, Pete Rugolo, The Hi-Lo's e Mel Tormé. La sua lunga collaborazione con Tormé include uno dei primi album del cantante, Mel Tormé and the Marty Paich Dek-Tette.
Negli anni '60, Paich ha lavorato con artisti quali Ray Charles, Lena Horne, Helen Humes, Al Hirt, Sammy Davis, Jr., Dean Martin, Frank Sinatra, Barbra Streisand, Astrud Gilberto, e Mahalia Jackson e in seguito con cantanti pop come Andy Williams e Jack Jones. Ha composto anche colonne sonore per il cinema e la televisione.
Muore il 12 agosto 1995, all'età di 70 anni, a causa di un tumore. Era il padre di David Paich, membro fondatore del gruppo rock Toto.
Nel 2005 il sassofonista Phil Woods ha dedicato al musicista statunitense l'album Groovin' To Marty Paich, con The Los Angeles Jazz Orchestra.

## Discografia

### Leader
- 1955.01 - Jazz Music For The Birds And The Hep Cats (Betlehem, 1955) [Russ Garcia And Marty Paich]
- 1955.11 - Tenors West (Gene Norman Presents,1956) [J Giuffre, B Cooper, H Klee, B Enevoldsen With The Marty Paich Octet]
- 1956 – Modern Jazz Gallery. A Notable Exhibition By West Coast Jazz Artists (Kapp, ?)
- 1955.00 I tre precedenti album ristampati coem Paich Ence (Fresh Sound Recs, 2006)
- 1956.08 - The Marty Paich Quartet Featuring Art Pepper (Tampa, 1956)
- 1956.08 - Hot Piano (Tampa, 1957) [Quartet] - Reissued as Jazz for Relaxation (Tampa, 1958)
- 1957.06 - Paich Is The Picasso of Big Band Jazz (Cadence, 1958) - Reissued as What's New (Discovery, 1982)
- 1957.06 - Marty Paich Trio (Mode, 1957)
- 1957.07 - A Jazz Band Ball, First Set (Mode, 1958) [Marty Paich Combo] - Reissued as Revel Without A Pause (Interlude, 1959)
- 1959.00 - The Broadway Bit (Warner Bros., 1959) [Orchestra]
- 1959.06 - I Get a Boot Out of You (Warner Bros., 1959) [Orchestra]
- 1959.10 - Take Me Along (RCA Victor, 1960) [Jazz Piano quartet]
- 1960.06 - Lush, Latin & Cool (RCA Victor, 1961) [Jazz Piano quartet]
- 1966 ? -The Rock Jazz Incident (Reprise, 1966) [Orchestra]

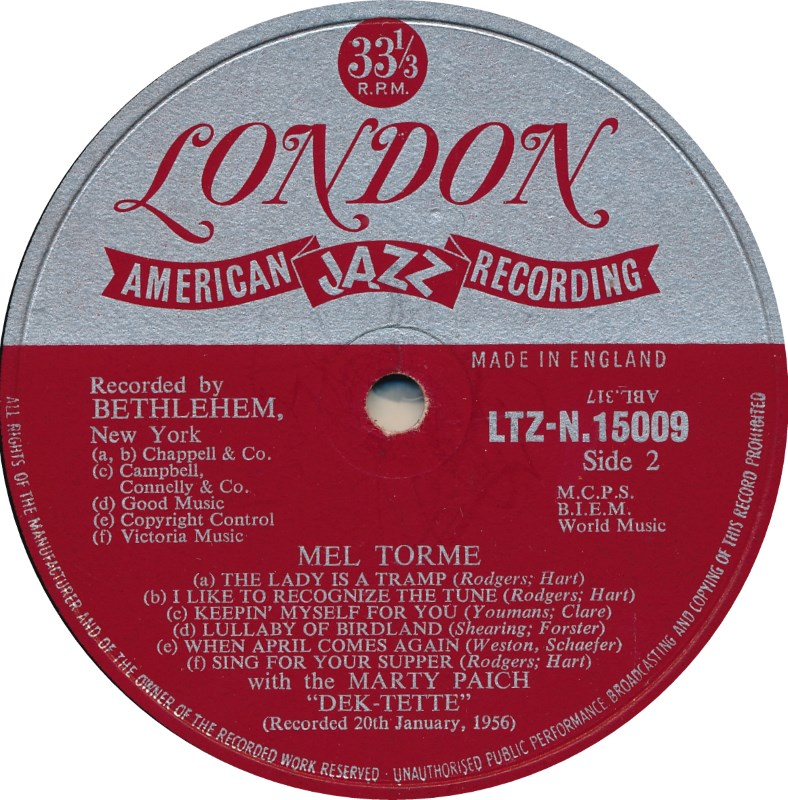
Mel Torme con il Marty Paich Dek-Tette

### Sideman, bandleader e arrangiatore
With Dave Pell
- 1956.09 - Swingin' in the Ol' Corral (RCA Victor, 1957) [Octet]
- 1957.01 - A Pell of a Time (RCA Victor, 1957) [Octet]
- 1958.08 - Swingin' School Songs (Coral, 1958) [Octet]
- 1959.02 - The Big Small Bands (Capitol, 1960)
- 1960-61 - The Old South wails (Capitol, 1961) [Octet]
- 1961 - I remember John Kirby (Capitol, 1961) [Quintet]

With Johnny Rivers
- Realization (Imperial, 1968)
- Slim Slo Slider (Imperial, 1970)
- Outside Help (Soul City/Big Tree, 1977)

With Mel Tormé
- Mel Tormé with the Marty Paich Dek-Tette (Bethlehem, 1956) [Dek-Tette]
- Tormé Sings Fred Astaire (Bethlehem, 1956) [Dek-Tette]
- At The Crescendo (Bethlehem, 1957)
- Dedicated to the Golden State: Mel Torme's California Suite (Bethlehem, 1957)
- Prelude To A Kiss (Tops, 1958) [Orchestra]
- Songs for Any Taste (Bethlehem, 1959) [Orchestra]
- 'Tormé' (Verve, 1959) [Orchestra]
- Back in Town (Verve, 1960) [with The Mel-Tones and Orchestra]
- Swings Shubert Alley (Verve, 1960) [Dek-Tette]
- Songs of Love (Hurrah, 1962) [Orchestra]
- Reunion (Concord Jazz, 1988) [Dek-Tette]
- Mel Tormé and the Marty Paich Dektette – In Concert Tokyo (Concord, 1989) [Dek-Tette]

(In ordine alfabetico)
- Patti Austin – Patti Austin 1984
- Ray Charles – Modern Sounds in Country and Western Music 1962
- Ella Fitzgerald – Ella Swings Lightly 1958 [Dek-Tette]
- Ella Fitzgerald  – Ella Sings Broadway 1962  [Orchestra]
- Ella Fitzgerald – Whisper Not 1966 [Orchestra]
- (Toni Harper – Night Mood 1960 con Art Pepper
- Woody Herman – Songs For Hip Lovers
- The Hi-Lo's – And All That Jazz (Columbia, 1958
- Lena Horne – Lena Sings Your Requests 1963
- Helen Humes – Songs I Like To Sing 196)
- Elton John – The Fox 1981
- Linda Lawson – Introducing Linda Lawson 1960
- Mel Lewis – Mel Lewis 1957
- Abbey Lincoln – Affair...A Story of a Girl in Love 1957
- Shelly Manne – The West Coast Sound 1956
- Red Norvo – The "X"-Sessions 1954
- Anita O'Day – Anita O'Day Sings The Winners 1956–1962
- Johnny Rivers – Realization 1968
- Shorty Rogers – Courts the Count 1954
- Sarah Vaughan – Songs of the Beatles 1981